# Токаїк
Токаїк (словац. Tokajík) — село в Словаччині, Стропковському окрузі Пряшівського краю. Розташоване в північно-східній частині Словаччини.

## Географічні дані
Село Токаїк розташоване  на схилах гірських вершин, — на півночі Перелісок і Щип, на північному сході Пагорок, на сході Вершок і Розтоки, на південному сході Убоч і на заході Дубина, — вершин, вкритих буковими і дубовими лісами, так що Токаїк майже з усіх боків оточений лісами. Тільки Убоч частково зрубаний.
Через Токаїк тече річка Токайка. Вона випливає з північного гірського масиву, відокремлює Перелісок від Щипа, тече на південь і вливається в Ондаву. В селі в Токайку впадає річка Розточки.

## Історія
Вперше згадується у 1430 році. Населення села чисто руське, протягом століть займалося землеробством.
На початку ІІ світової війни в селі проживало 185 осіб. Місцеве населення підтримувало партизанів загонів «Чапаєв» (командир Стрельцов Р. С.), «Майоров» та «Пожарський». В жовтні 1944 р. німці в селі утримували кілька десяток полонених радянських військових. Партизани під командуванням Рудолфа Яношіка перебили німецьких військових та визволили полонених солдатів. Німці як відповідь 18 листопада 1944 оточили село і за селом розстріляли 33 чоловіків, дивом вижили двоє: Андрій Стропковський та Михайло Медвідь, які були поранені та знепритомніли, а потім кілька днів переховувалися в лісах. Решту населення німці вигнали, а село спалили, залишилася тільки церква та одна напівзруйнована хата.

## Пам'ятки культури
На місці трагедії стоїть пам'ятник, біля села є військовий цвинтар та Музей Токаїцької трагедії (словац. Múzeum Tokajíckej tragédie), після реконструкції знову відкритий в 2009 році.
У селі є греко-католицька церква святого пророка Іллі з 1920 року.

## Населення
| Рік:            | 1993 | 2003     | 2013    | 2023    |
| --------------- | ---- | -------- | ------- | ------- |
| Кількість осіб: | 131  | 110      | 105     | 96      |
| Різниця:        |      | -16,03 % | -4,54 % | -8,57 % |

| Рік:            | 2022 | 2023    |
| --------------- | ---- | ------- |
| Кількість осіб: | 99   | 96      |
| Різниця:        |      | -3,03 % |

В селі проживає 105 осіб.
Національний склад населення (за даними останнього перепису населення — 2001 року):
- словаки — 99,10 %
- чехи — 0,90 %

Склад населення за приналежністю до релігії станом на 2001 рік:
- греко-католики — 89,19 %
- римо-католики — 10,81 %